# Кельберг, Пётр Андреевич
Пётр Андреевич Кельберг (21 декабря 1818 — 1896) — лекарь, краевед, этнограф, исследователь Сибири.

## Биография
Родился 21 декабря 1818 года в Нерчинске Нерчинской области. Отец — отставной прапорщик Андрей Кельберг служил в Нерчинском горном округе.
Учился в заводском училище, а затем был лекарским учеником при Куматорском госпитале, где обучался под руководством штаб-лекаря и медико-хирурга М. А. Дохтурова. В 1844 году после обучения получил звание лекарского ученика. Два года руководил Куматорским госпиталем до перевода в Иркутск. В Иркутске работал медиком солеваренного завода. В 1847 году переведён в город Селенгинск на должность медика Селенгинского солеваренного завода.
В Селенгинске Кельберг был домашним врачом и другом декабристов К. П. Торсона, братьев М. А. Бестужева и Н. А. Бестужева. Оказывал медицинскую помощь жителям города и окрестных поселений. Дети Кельберга получили образование у братьев Бестужевых.
Умер в Селенгинске примерно в 1896 году. Похоронен на кладбище Селенгинска вблизи от могил Н. А. Бестужева и К. П. Торсона. В советское время каменная ограда могил декабристов реконструировалась, могила Кельберга была утеряна.

## Научные исследования
Кельберг был одним из первых исследователей Гусиного озера. Совместно с Н. А. Бестужевым написан краеведческий очерк «Гусиное озеро». Исследовал провал на Байкале, методы народной медицины, пути сообщения в Забайкалье.
После смерти Н. А. Бестужева Пётр Андреевич проводил исследования по: сейсмологии, метеорологии, гидрологии, геологии, фенологии, энтомологии, ботанике, археологии, этнографии, географии. Организовал в Селенгинске простейшие службы инструментальных наблюдений за землетрясениями и климатом. 47 лет проводил сейсмические наблюдения, пользуясь сейсмоскопом собственной конструкции.

## Исследование путей сообщения
В 1884 году крупный купец и сын Н. А. Бестужева — А. Д. Старцев попросил Кельберга провести исследования путей сообщения в Забайкалье для строительства железной дороги. Кельберг исследовал пути через перевал с Хилка на Ингоду, по долинам Хилкосона и Арея до озера Арейского, через Яблоновый хребет к селению Тангинскому, расположенному на притоке Ингоды, речке Танге, и по долине Ингоды до Читы. Кроме того он осмотрел долину реки Хилка и дороги от Хилка к Байкалу.
Результаты экспедиции были опубликованы под названием «Обзор нового более прямого пути от Байкала через Селенгинск на Петровский завод и Читу» в 1884 году в составе доклада А. К. Сиденснера «О железной дороге в Сибири». Обзор был издан вторично в 1886 году в «Трудах Общества для содействия русской промышленности и торговле».

## Общественная деятельность

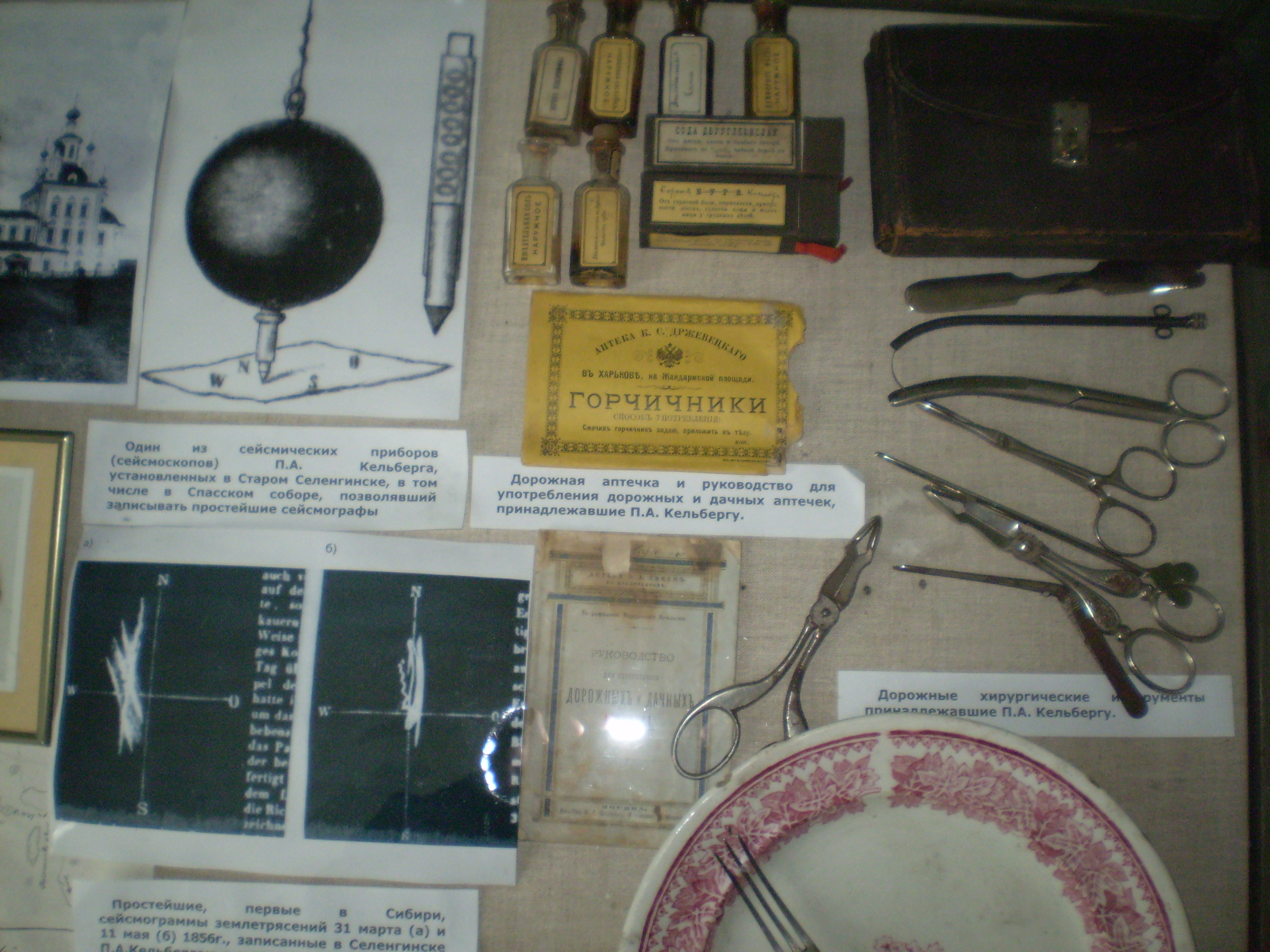
Личные вещи П. А. Кельберга в Новоселенгинском музее декабристов.

В 1865 году Кельберг был избран председателем попечительства Староселенгинского Спасского собора. Участвовал в создании Читинского краеведческого музея.
Состоял в обществах:
- член-сотрудник Сибирского Отдела Императорского Русского Географического общества;
- член-корреспондент Московского Общества Испытателей Природы;
- член-корреспондент Московского Комитета Акклиматизации.

## Автор статей
Известны более 30 работ Кельберга по различным дисциплинам. Среди них:
- «Народная медицина в Сибири»
- «Селенгинск и его перемежающиеся лихорадки». 1858 год
- соавтор очерка Н. А. Бестужева «Гусиное озеро»// Вестник естественных наук. 1854 год

Статьи Кельбера издавались на немецком языке учёным Адольфом Эрманом в «Архиве научных сведений о России».

## Награды
Серебряная медаль Общества членов Сибирского Отдела Императорского Русского Географического Общества. Награждён 9 декабря 1864 года за «18-летние метеорологические наблюдения в Селенгинске и многие другие труды».